# Leichtathletik-Weltmeisterschaften 1999/200 m der Frauen

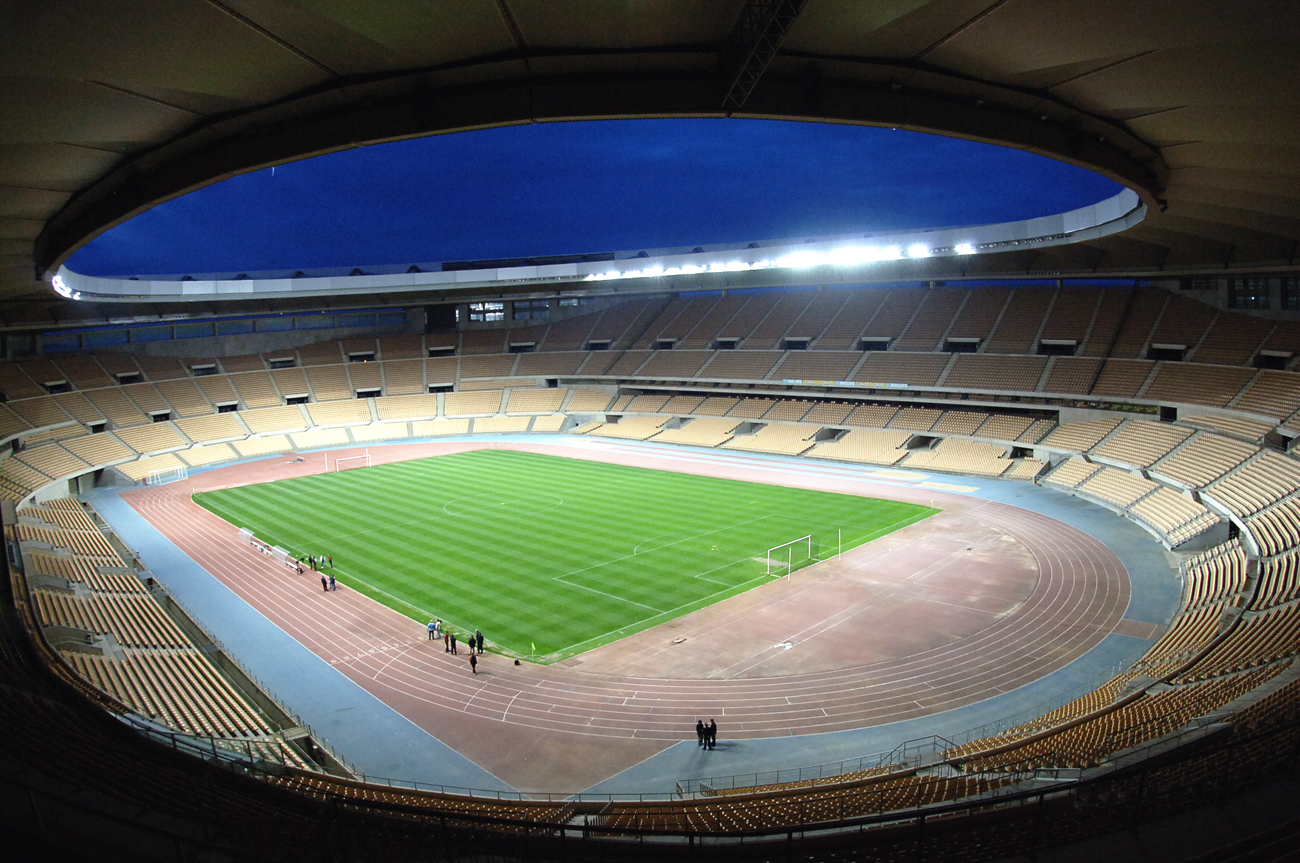
Das Olympiastadion von Sevilla im Jahr 2011

Der 200-Meter-Lauf der Frauen bei den Leichtathletik-Weltmeisterschaften 1999 wurde vom 24. bis 27. August 1999 im Olympiastadion der spanischen Stadt Sevilla ausgetragen.
Mit Silber und Bronze errangen die Sprinterinnen aus Jamaika in diesem Wettbewerb zwei Medaillen. Darüber hinaus wurde die Bronzemedaille zweimal vergeben.

Weltmeisterin wurde die US-Amerikanerin Inger Miller. Sie hatte fünf Tage zuvor bereits Silber über 100 Meter gewonnen und außerdem bei den Olympischen Spielen 1996 sowie den Weltmeisterschaften 1997 jeweils Gold mit der 4-mal-100-Meter-Staffel ihres Landes errungen.

Auf den zweiten Platz kam Beverly McDonald, die bei Weltmeisterschaften bereits dreimal Medaillen mit der jamaikanischen Sprintstaffel gewonnen hatte (1991: Gold / 1995 und 1997: jeweils Silber). Auch hier in Sevilla gab es am Schlusstag mit Bronze über 4 × 100 Meter noch einmal eine Medaille für die Jamaikanerin.

Die Bronzemedaille wurde zunächst alleine an Merlene Frazer aus Jamaika vergeben, die wie Beverly McDonald mit der Sprintstaffel 1997 Silber und hier in Sevilla zwei Tage später Bronze gewann. Doch nach einem Protest der deutschen Mannschaft wurde das Zielfoto noch einmal genauer ausgewertet. Daraus ergab sich, dass auf dem dritten Rang kein noch so kleiner erkennbarer Unterschied zwischen Merlene Frazer und der bereits zuvor zeitgleich gewerteten, aber auf Platz vier eingestuften Deutschen Andrea Philipp auszumachen war. Folgerichtig erhielt Andrea Philipp nun ebenfalls ihre Bronzemedaille.

## Bestehende Rekorde
| Weltrekord               | 21,34 s | Florence Griffith-Joyner | OS Seoul, Südkorea      | 29. September 1988 |
| Weltmeisterschaftsrekord | 21,74 s | Silke Gladisch           | WM 1987 in Rom, Italien | 3. September 1987  |

Auch nach diesen Weltmeisterschaften hatte der seit 1987 bestehende WM-Rekord weiterhin Bestand.
Allerdings verfehlte die US-amerikanische Weltmeisterin Inger Miller diesen Rekord im Finale am 27. August nur um drei Hundertstelsekunden. Mit ihren 21,77 s stellte sie bei einem Rückenwind von 0,6 m/s eine neue Weltjahresbestleistung auf.
Darüber hinaus gab es drei Landesrekorde.
- 22,85 s – Natallja Safronnikawa (Belarus), 5. Vorlauf am 24. August (Wind: +0,2 m/s)
- 22,74 s – Natallja Safronnikawa (Belarus), 4. Viertelfinale am 24. August (Wind: +0,6 m/s)
- 22,60 s – Manuela Levorato (Italien), 2. Viertelfinale am 24. August (Wind: +1,1 m/s)

## Vorrunde
Die Vorrunde wurde in sieben Läufen durchgeführt. Die ersten vier Athletinnen pro Lauf – hellblau unterlegt – sowie die darüber hinaus vier zeitschnellsten Läuferinnen – hellgrün unterlegt – qualifizierten sich für das Viertelfinale.

### Vorlauf 1
24. August 1999, 10:45 Uhr
Wind: +0,4 m/s
| Platz | Name            | Nation         | Zeit (s) |
| ----- | --------------- | -------------- | -------- |
| 1     | Tania Van Heer  | Australien     | 22,67    |
| 2     | Andrea Philipp  | Deutschland    | 22,73    |
| 3     | Chandra Sturrup | Bahamas        | 23,18    |
| 4     | Ekaterini Koffa | Griechenland   | 23,25    |
| 5     | Joice Maduaka   | Großbritannien | 23,27    |
| 6     | Hana Benešová   | Tschechien     | 23,84    |

### Vorlauf 2
24. August 1999, 10:51 Uhr
Wind: −0,1 m/s
| Platz | Name               | Nation     | Zeit (s) |
| ----- | ------------------ | ---------- | -------- |
| 1     | Beverly McDonald   | Jamaika    | 22,52    |
| 2     | Muriel Hurtis      | Frankreich | 22,69    |
| 3     | Nanceen Perry      | USA        | 22,97    |
| 4     | Kim Gevaert        | Belgien    | 23,31    |
| 5     | Myriam Léonie Mani | Kamerun    | 23,37    |
| 6     | Heide Seyerling    | Südafrika  | 23,59    |
| 7     | Lineo Shoai        | Lesotho    | 25,70    |

### Vorlauf 3
24. August 1999, 10:57 Uhr
Wind: −0,4 m/s
| Platz | Name                       | Nation         | Zeit (s) |
| ----- | -------------------------- | -------------- | -------- |
| 1     | Inger Miller               | USA            | 22,92    |
| 2     | Marina Trandenkowa         | Russland       | 23,07    |
| 3     | Juliet Campbell            | Jamaika        | 23,34    |
| 4     | Lucimar Aparecida de Moura | Brasilien      | 23,38    |
| 5     | Aïda Diop                  | Senegal        | 23,54    |
| 6     | Louise Ayétotché           | Elfenbeinküste | 23,73    |

### Vorlauf 4
24. August 1999, 11:03 Uhr
Wind: −0,3 m/s
| Platz | Name                   | Nation      | Zeit (s) |
| ----- | ---------------------- | ----------- | -------- |
| 1     | Merlene Frazer         | Jamaika     | 22,80    |
| 2     | Lauren Hewitt          | Australien  | 22,88    |
| 3     | Alenka Bikar           | Slowenien   | 22,98    |
| 4     | Esther Möller          | Deutschland | 23,16    |
| 5     | Schanna Pintussewytsch | Ukraine     | 23,19    |
| DNS   | Irina Priwalowa        | Russland    |          |

### Vorlauf 5
24. August 1999, 11:09 Uhr
Wind: +0,2 m/s
| Platz | Name                   | Nation      | Zeit (s) |
| ----- | ---------------------- | ----------- | -------- |
| 1     | Debbie Ferguson        | Bahamas     | 22,68    |
| 2     | Natallja Safronnikawa  | Belarus     | 22,85 NR |
| 3     | Swetlana Gontscharenko | Russland    | 22,89    |
| 4     | Nova Peris             | Australien  | 22,93    |
| 5     | Sabrina Mulrain        | Deutschland | 23,07    |
| 6     | Ciara Sheehy           | Irland      | 23,54    |
| 7     | Marcia Daniel          | Dominica    | 24,48    |

### Vorlauf 6
24. August 1999, 11:15 Uhr
Wind: +0,5 m/s
| Platz | Name              | Nation              | Zeit (s) |
| ----- | ----------------- | ------------------- | -------- |
| 1     | Marion Jones      | USA                 | 22,69    |
| 2     | Fatima Yusuf      | Nigeria             | 22,72    |
| 3     | Manuela Levorato  | Italien             | 22,91    |
| 4     | Felipa Palacios   | Kolumbien           | 23,20    |
| 5     | Damayanthi Darsha | Sri Lanka           | 23,57    |
| 6     | M’Mah Toure       | Guinea              | 26,35    |
| DNS   | Heather Samuel    | Antigua und Barbuda |          |

### Vorlauf 7
24. August 1999, 11:21 Uhr
Wind: −0,7 m/s
| Platz | Name                 | Nation         | Zeit (s) |
| ----- | -------------------- | -------------- | -------- |
| 1     | Mercy Nku            | Nigeria        | 22,84    |
| 2     | Zuzanna Radecka      | Polen          | 23,01    |
| 3     | Wendy Hartmann       | Südafrika      | 23,27    |
| 4     | Christine Bloomfield | Großbritannien | 23,31    |
| 5     | Sanna Kyllönen       | Finnland       | 23,43    |
| 6     | Lyubov Perepelova    | Usbekistan     | 23,74    |
| DNS   | Savatheda Fynes      | Bahamas        |          |

## Viertelfinale
Aus den vier Viertelfinalläufen qualifizierten sich die jeweils ersten vier Athletinnen – hellblau unterlegt – für das Halbfinale.

### Viertelfinallauf 1

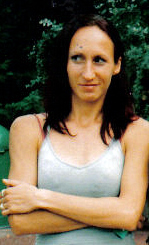
Zuzanna Radecka – Rang sechs in ihrem Viertelfinallauf in 22,96 s und damit ausgeschieden
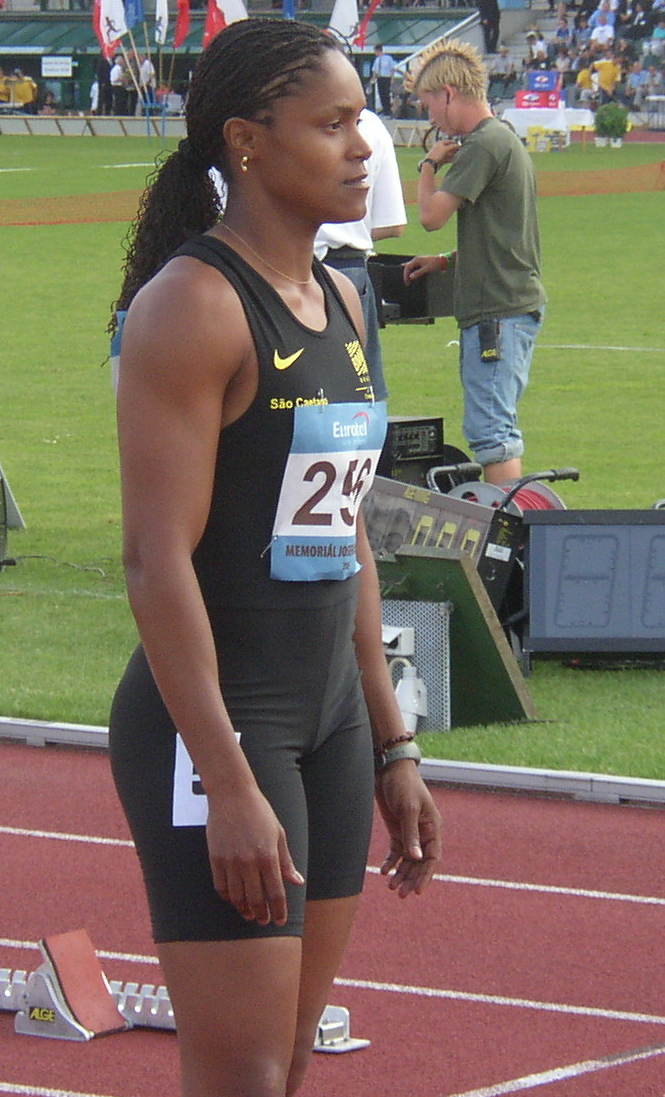
Lucimar Aparecida de Moura erreichte als Siebte ihres Viertelfinales in 23,13 s nicht die nächste Runde

24. August 1999, 18:35 Uhr
Wind: ±0,0 m/s
| Platz | Name                       | Nation      | Zeit (s) |
| ----- | -------------------------- | ----------- | -------- |
| 1     | Marion Jones               | USA         | 22,45    |
| 2     | Merlene Frazer             | Jamaika     | 22,48    |
| 3     | Lauren Hewitt              | Australien  | 22,73    |
| 4     | Chandra Sturrup            | Bahamas     | 22,84    |
| 5     | Sabrina Mulrain            | Deutschland | 22,90    |
| 6     | Zuzanna Radecka            | Polen       | 22,96    |
| 7     | Lucimar Aparecida de Moura | Brasilien   | 23,14    |
| 8     | Wendy Hartmann             | Südafrika   | 23,28    |

### Viertelfinallauf 2

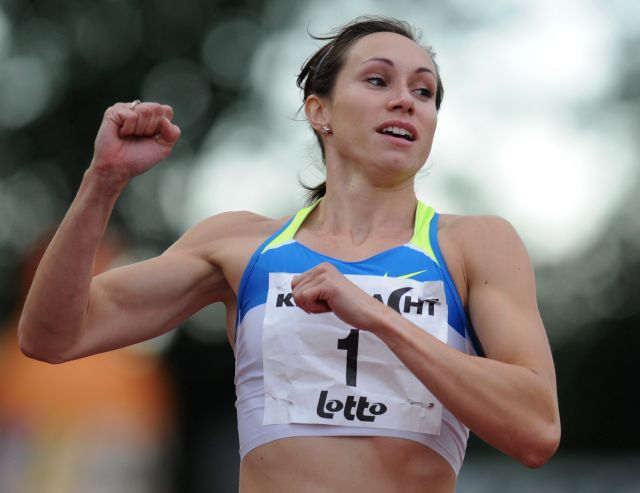
Kim Gevaert scheiterte mit ihren 23,16 s im Viertelfinale

24. August 1999, 18:41 Uhr
Wind: +1,1 m/s
| Platz | Name               | Nation      | Zeit (s) |
| ----- | ------------------ | ----------- | -------- |
| 1     | Beverly McDonald   | Jamaika     | 22,26    |
| 2     | Fatima Yusuf       | Nigeria     | 22,28    |
| 3     | Muriel Hurtis      | Frankreich  | 22,31    |
| 4     | Manuela Levorato   | Italien     | 22,60 NR |
| 5     | Nanceen Perry      | USA         | 22,61    |
| 6     | Esther Möller      | Deutschland | 22,85    |
| 7     | Myriam Léonie Mani | Kamerun     | 23,14    |
| 8     | Kim Gevaert        | Belgien     | 23,16    |

### Viertelfinallauf 3

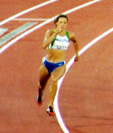
Alenka Bikar erreichte das Viertelfinale, trat dort jedoch nicht mehr an

24. August 1999, 18:47 Uhr
Wind: −0,1 m/s
| Platz | Name                   | Nation         | Zeit (s) |
| ----- | ---------------------- | -------------- | -------- |
| 1     | Inger Miller           | USA            | 22,49    |
| 2     | Swetlana Gontscharenko | Russland       | 22,77    |
| 3     | Andrea Philipp         | Deutschland    | 22,81    |
| 4     | Tania Van Heer         | Australien     | 22,89    |
| 5     | Ekaterini Koffa        | Griechenland   | 23,28    |
| 6     | Joice Maduaka          | Großbritannien | 23,33    |
| 7     | Felipa Palacios        | Kolumbien      | 23,46    |
| DNS   | Alenka Bikar           | Slowenien      |          |

### Viertelfinallauf 4

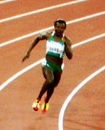
Mercy Nku – ihre 22,83 s reichten nicht, um im Halbfinale dabei zu sein
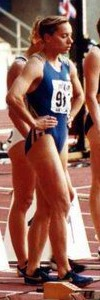
Die Titelverteidigerin und WM-Zweite über 100 Meter von 1997 Schanna Pintussewytsch trat zu ihrem Viertelfinalrennen nicht an

24. August 1999, 18:63 Uhr
Wind: +0,6 m/s
| Platz | Name                   | Nation         | Zeit (s) |
| ----- | ---------------------- | -------------- | -------- |
| 1     | Debbie Ferguson        | Bahamas        | 22,53    |
| 2     | Juliet Campbell        | Jamaika        | 22,69    |
| 3     | Natallja Safronnikawa  | Belarus        | 22,74 NR |
| 4     | Nova Peris             | Australien     | 22,76    |
| 5     | Marina Trandenkowa     | Russland       | 22,82    |
| 6     | Mercy Nku              | Nigeria        | 22,83    |
| 7     | Christine Bloomfield   | Großbritannien | 23,35    |
| DNS   | Schanna Pintussewytsch | Ukraine        |          |

## Halbfinale
Aus den beiden Halbfinalläufen qualifizierten sich die jeweils ersten vier Athletinnen – hellblau unterlegt – für das Finale.

### Halbfinallauf 1

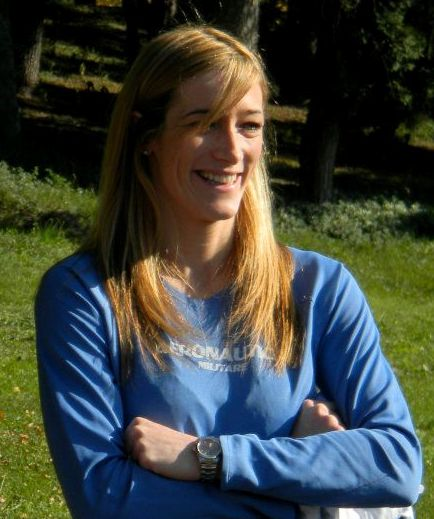
Manuela Levorato – im Viertelfinale Landesrekord in 22,60 s, im Halbfinale als Siebte in 22,70 s ausgeschieden
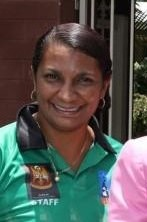
Nova Peris (im Jahr 2012) erreichte mit ihren 22,74 s nicht das Finale

25. August 1999, 19:30 Uhr
Wind: +1,8 m/s
| Platz | Name                   | Nation      | Zeit (s) |
| ----- | ---------------------- | ----------- | -------- |
| 1     | Inger Miller           | USA         | 22,17    |
| 2     | Andrea Philipp         | Deutschland | 22,25    |
| 3     | Beverly McDonald       | Jamaika     | 22,26    |
| 4     | Fatima Yusuf           | Nigeria     | 22,44    |
| 5     | Muriel Hurtis          | Frankreich  | 22,52    |
| 6     | Swetlana Gontscharenko | Russland    | 22,68    |
| 7     | Manuela Levorato       | Italien     | 22,70    |
| 8     | Nova Peris             | Australien  | 22,74    |

### Halbfinallauf 2

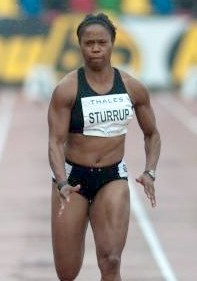
Chandra Sturrup, über 100 Meter auf Rang sieben – im Halbfinale Sechste in 22,75 s und damit nicht im Endlauf
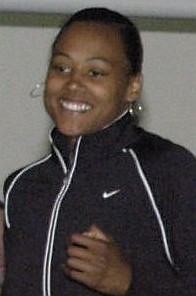
Die 100-Meter-Weltmeisterin Marion Jones verletzte sich in ihrem Halbfinalrennen

25. August 1999, 19:38 Uhr
Wind: +0,5 m/s
| Platz | Name                  | Nation     | Zeit (s) |
| ----- | --------------------- | ---------- | -------- |
| 1     | Merlene Frazer        | Jamaika    | 22,18    |
| 2     | Debbie Ferguson       | Bahamas    | 22,34    |
| 3     | Juliet Campbell       | Jamaika    | 22,50    |
| 4     | Lauren Hewitt         | Australien | 22,54    |
| 5     | Tania Van Heer        | Australien | 22,57    |
| 6     | Chandra Sturrup       | Bahamas    | 22,75    |
| 7     | Natallja Safronnikawa | Belarus    | 23,16    |
| DNF   | Marion Jones          | USA        |          |

## Finale

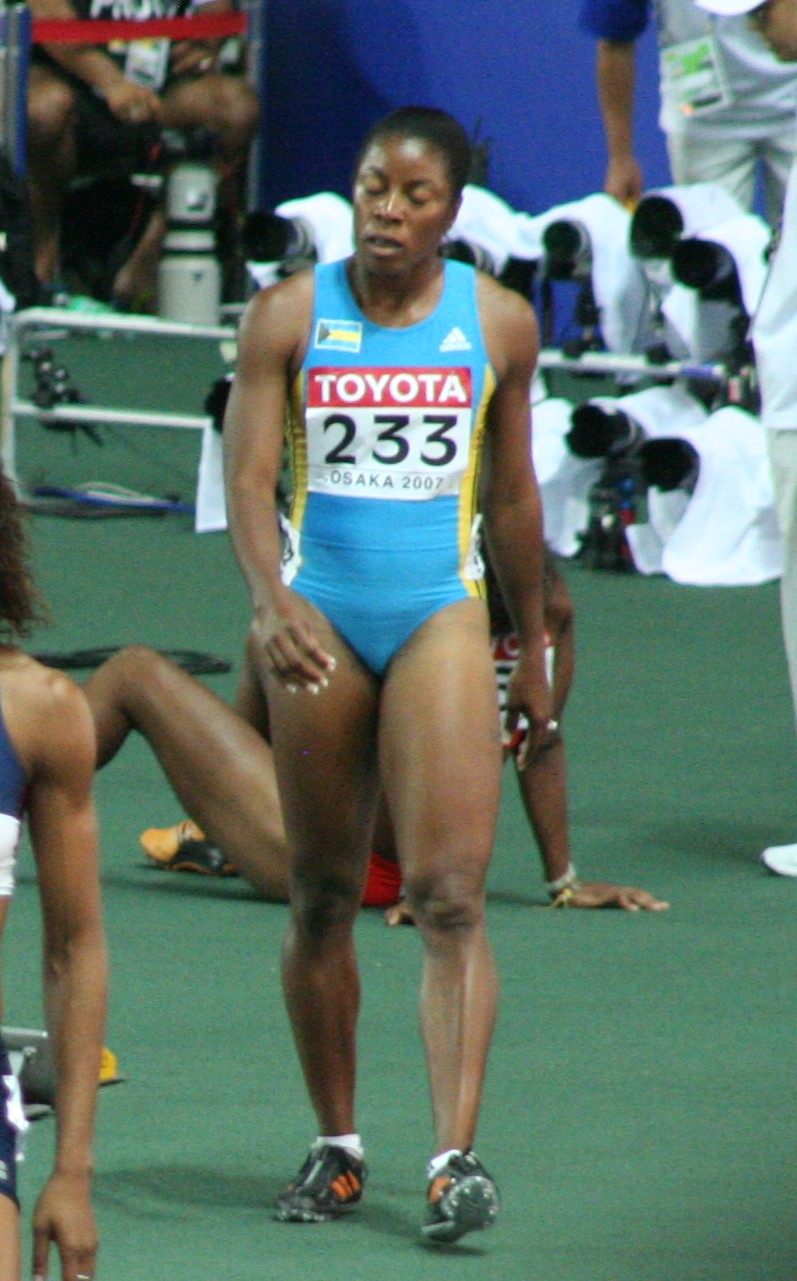
Die fünftplatzierte Debbie Ferguson

27. August 1999, 19:45 Uhr
Wind: +0,6 m/s
| Platz | Name             | Nation      | Zeit (s) |
| ----- | ---------------- | ----------- | -------- |
| 1     | Inger Miller     | USA         | 21,77 WL |
| 2     | Beverly McDonald | Jamaika     | 22,22    |
| 3     | Merlene Frazer   | Jamaika     | 22,26    |
| 3     | Andrea Philipp   | Deutschland | 22,26    |
| 5     | Debbie Ferguson  | Bahamas     | 22,28    |
| 6     | Fatima Yusuf     | Nigeria     | 22,45    |
| 7     | Lauren Hewitt    | Australien  | 22,53    |
| 8     | Juliet Campbell  | Jamaika     | 22,64    |

## Video
- Women's 200m World Athletics Champs Seville 1999 auf youtube.com, abgerufen am 22. Juli 2020